# Таксономія ґрунтів USDA
Таксономія ґрунтів USDA (ST), розроблена Міністерством сільського господарства США (англ. United States Department of Agriculture, USDA) та Національним кооперативним дослідженням ґрунтів, надає детальну класифікацію типів ґрунтів за кількома параметрами (найчастіше за їх властивостями) і на кількох рівнях: Порядок, Підряд, Велика група, Підгрупа, Сім'я та Серія.
Спочатку класифікація була розроблена Гаєм Дональдом Смітом, колишнім директором дослідження ґрунтів Міністерства сільського господарства США.

## Інтернет-ресурси
- USDA / NRCS soil taxonomy webpage
- Soil taxonomy document
- USDA-NRCS Web Soil Survey